# فرهنگ فلسفی
فرهنگ فلسفی (به عربی: المعجم الفلسفی) اثر دکتر جمیل صلیبا شامل مهم‌ترین اصطلاحات فلسفی است که امروز در منطق، اخلاق، روان‌شناسی، جامعه‌شناسی و مابعدالطبیعه به کار برده می‌شود. این اثر در سال ۱۹۷۸ میلادی در لبنان به چاپ رسید. این کتاب توسط منوچهر صانعی درّه‌بیدی به فارسی ترجمه شده‌است.

## معرفی کتاب
در این کتاب اصل هر کلمه‌ای ثبت شده و در کنار آن، معادل انگلیسی، فرانسه و لاتین الفاظ آمده و به شرح آن پرداخته شده‌است. در شرح و تفسیر اصطلاحات، بعضی متون فلسفی که این اصطلاح در در آن به کار می‌رود ذکر شده‌است؛ بنابراین این کتاب فرهنگ اصطلاحات فلسفه است و نه موضوعات فلسفه.
نویسنده در بعضی از واژه‌ها به جای معادل لاتین، معادل یونانی لفظ را آورده و در بعضی از موارد فقط معادل انگلیسی و فرانسه را آورده‌است.